# Inel artinian
În matematică, în special în algebra abstractă, un inel artinian este un inel care satisface condiția lanțului descendent la idealele unilaterale, adică nu există o succesiune infinită descendentă de ideale. Inelele artiniene sunt numite după Emil Artin, care a descoperit pentru prima dată condiția lanțului descendent pentru ideale, generalizând simultan inelele finite⁠(d) și inelele care sunt spații vectoriale finit dimensionale peste corpuri.
Mai exact, un inel este artinian stâng dacă satisface condiția lanțului descendent la idealele stângi, artinian drept dacă satisface condiția lanțului descendent la idealele drepte și artinian sau artinian bilateral dacă este și artinian stâng și dreapt. La inele comutative definițiile pentru stâng și drept coincid, dar în cazul general sunt distincte una de alta.
Teorema Wedderburn–Artin caracterizează orice inel artinian simplu ca fiind un  inel de matrici⁠(d) peste un corp. Aceasta implică faptul că un inel simplu este artinian stâng dacă și numai dacă este artinian drept.
Aceeași definiție și terminologie pot fi aplicate și la module⁠(d), cu idealele înlocuite cu submodule.
Deși condiția lanțului descendent pare duală față de condiția lanțului ascendent, în inele este de fapt condiția mai puternică. Mai exact, o consecință a teoremei Hopkins–Levitzki este că un inel artinian stâng (respectiv drept) este automat un inel noetherian⁠(d) stâng (respectiv drept). Acest lucru nu este valabil pentru module în general, adică un modul artinian⁠(d) nu trebuie să fie un modul noetherian.

## Exemple și contraexemple
- Un domeniu de integritate este artinian dacă și numai dacă este un corp.
- Un inel cu multe ideale finite, să zicem stângi, este artinian. În particular, un inel finit⁠(d) (de exemplu {\displaystyle \mathbb {Z} /n\mathbb {Z} }) este artinian bilateral.
- Fie k un corp. Atunci {\displaystyle k[t]/(t^{n})} este artinian pentru orice număr întreg n pozitiv.
- Similar, {\displaystyle k[x,y]/(x^{2},y^{3},xy^{2})=k\oplus k\cdot x\oplus k\cdot y\oplus k\cdot xy\oplus k\ cdoty^{2}} este un inel artinian cu idealul maximal {\displaystyle (x,y)}.
- Fie {\displaystyle x} un automorfism între un spațiu vectorial finit dimensional V. Atunci subalgebra {\displaystyle A\subset \operatorname {End} (V)} generată de {\displaystyle x} este un inel artinian comutativ.
- Dacă I este un ideal nenul al unui inel Dedekind⁠(d) A, atunci {\displaystyle A/I} este un inel de ideale principale artinian.[3]
- Pentru orice {\displaystyle n\geq 1}, întregul inel de matrici {\displaystyle M_{n}(R)} peste un inel artinian stâng (respectiv noetherian stâng) R este artinian stâng (respectiv noetherian stâng).[4]

Următoarele două sunt exemple de inele care nu sunt artiniene.
- Dacă R este orice inel, atunci inelul de polinoame⁠(d) R[x] nu este artinian, deoarece idealul generat de {\displaystyle x^{n+1}} este conținut (corespunzător) în idealul generat de {\displaystyle x^{n}} pentru toate numerele naturale n. În schimb, dacă R este noetherian, la fel este și R[x] după teorema bazei a lui Hilbert⁠(d).
- Inelul numerelor întregi {\displaystyle \mathbb {Z} } este un inel noetherian, dar nu este artinian.

## Module peste inele artiniene
Fie M un modul stâng peste un inel artinian stâng. Atunci următoarele sunt echivalente (teorema lui Hopkins–Levitzki): (i) M este finit generat⁠(d), (ii) M are lungime⁠(d) finită (adică are serie de compoziție⁠(d)), (iii) M este noetherian, (iv) M este artinian.

## Inele artiniene comutative
Fie A un inel noetherian comutativ cu unitate⁠(d). Atunci următoarele propoziții sunt echivalente.
- A este artinian.
- A este un produs finit de inele locale⁠(d) artiniene comutative.[6]
- A / nil(A) este un inel semisimplu, unde nil(A) este nilradicalul al A.
- Fiecare modul finit generat peste A are lungime finită.
- A are dimensiunea Krull zero.[7] (În particular, nilradicalul este radicalul Jacobson⁠(d) deoarece idealele prime sunt maximale.)
- {\displaystyle \operatorname {Spec} A} este finit și discret.[8]

Fie k un corp și A o k-algebră finit generată. Atunci A este artinian dacă și numai dacă A este finit generat drept k-modul.
Un inel local artinian este complet. Inelul factor și localizarea⁠(d) unui inel artinian sunt artiniene.

## Inel artinian simplu
O versiune a teoremei Wedderburn–Artin afirmă că un inel artinian simplu A este un inel de matrici peste un corp.
Este surjectiv.
Demonstrație: Dacă nu este injectiv, atunci fie {\displaystyle a_{1}y_{1}=a_{2}y_{2}+\cdots +a_{k}y_{k}} cu {\displaystyle y_{1}} nenul. Atunci, prin minimalitatea lui I, avem: {\displaystyle y_{1}A=I}.
Prin urmare: {\displaystyle a_{1}I=a_{1}y_{1}A\subset a_{2}I+\cdots +a_{k}I}, :care contrazice minimalitatea lui k.
Prin urmare, {\displaystyle I^{\oplus k}\simeq A} și,
prin urmare, {\displaystyle A\simeq \operatorname {End} _{A}(A)\simeq M_{k}(\operatorname {End} _{A}(I))}.